# لاوباخ
شهر لاوباخ (به آلمانی: Laubach) در ایالت هسن در کشور آلمان واقع شده‌است.

## نگارخانه

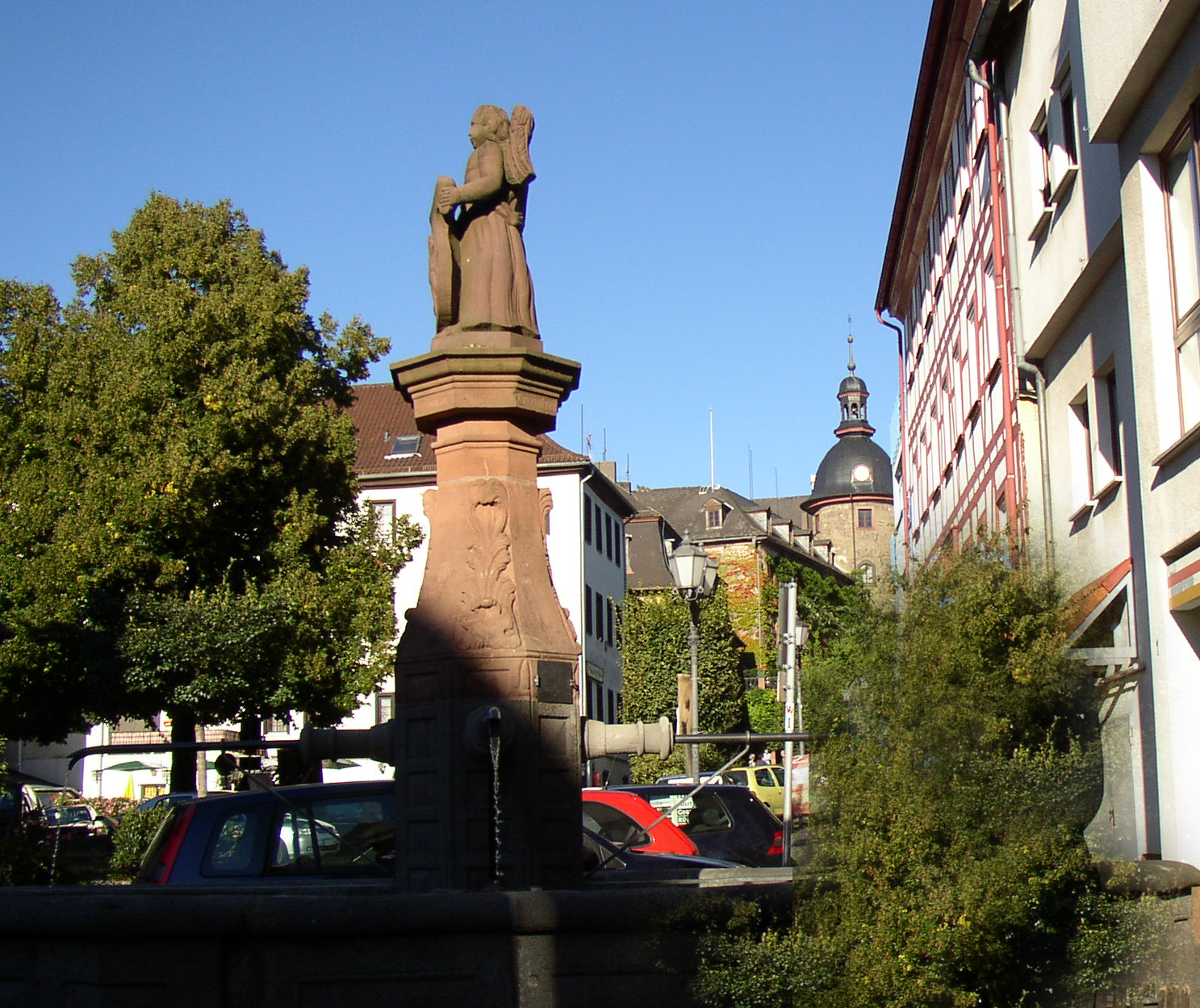
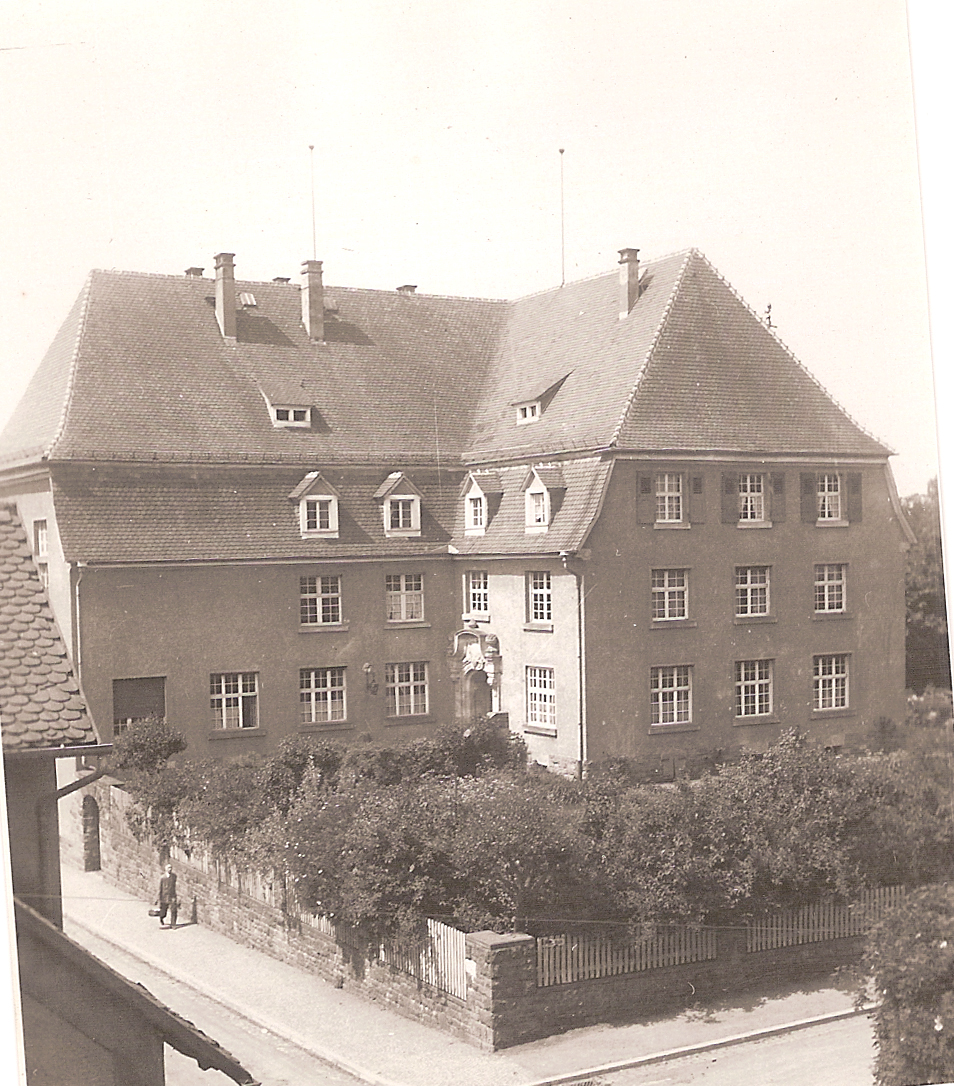
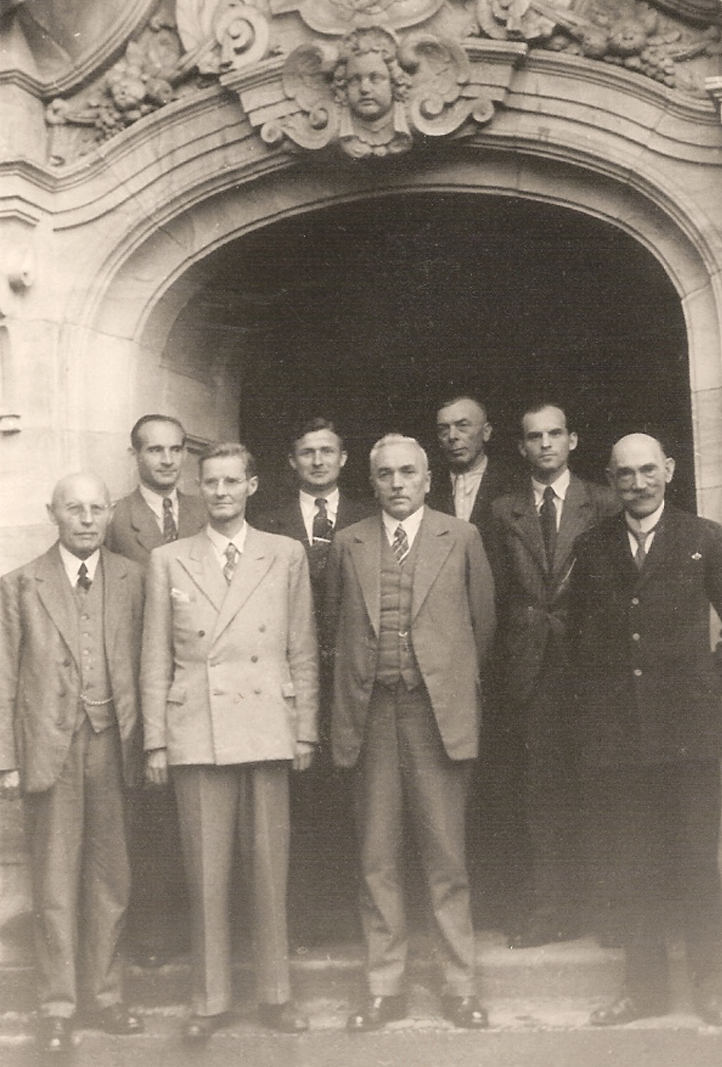
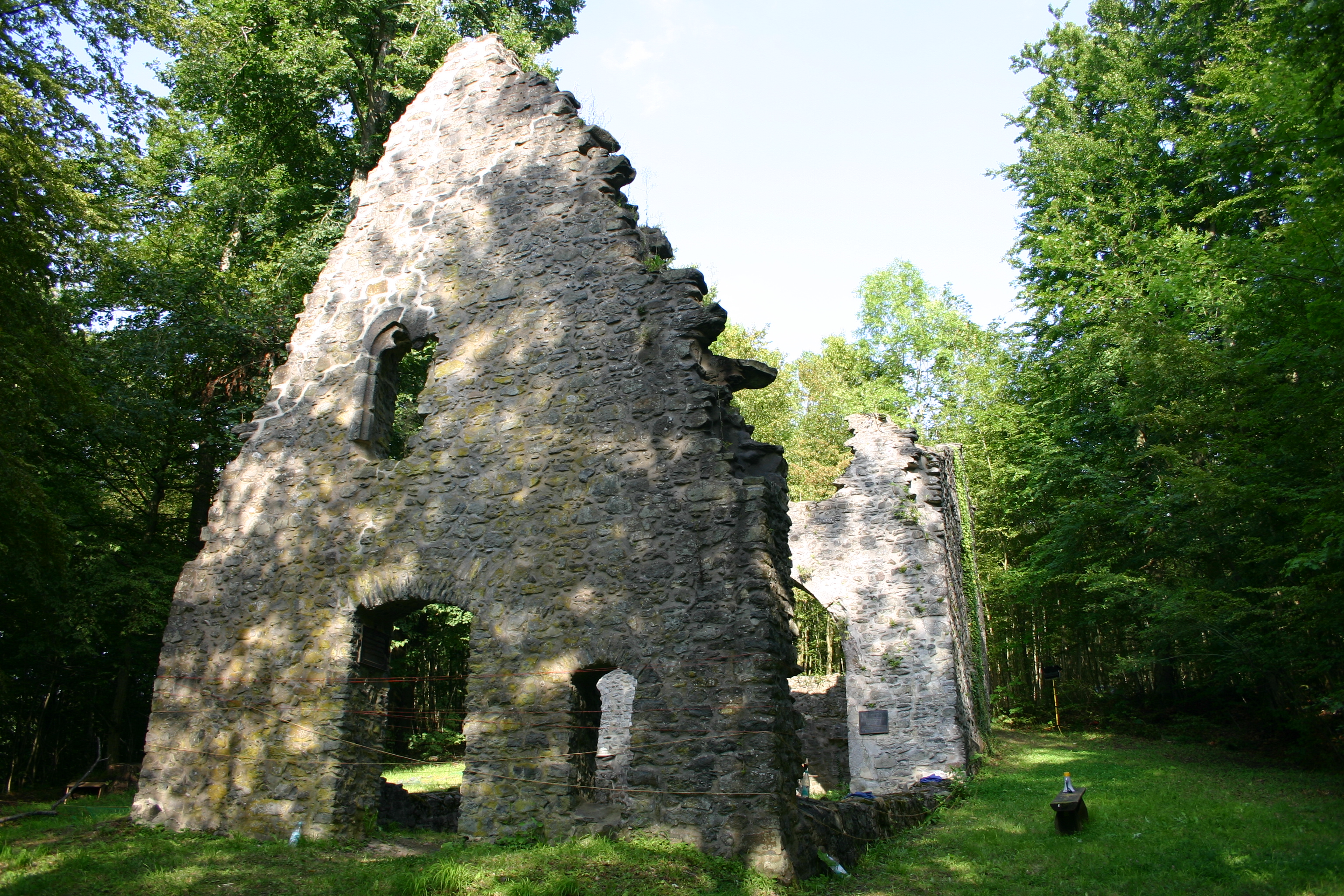
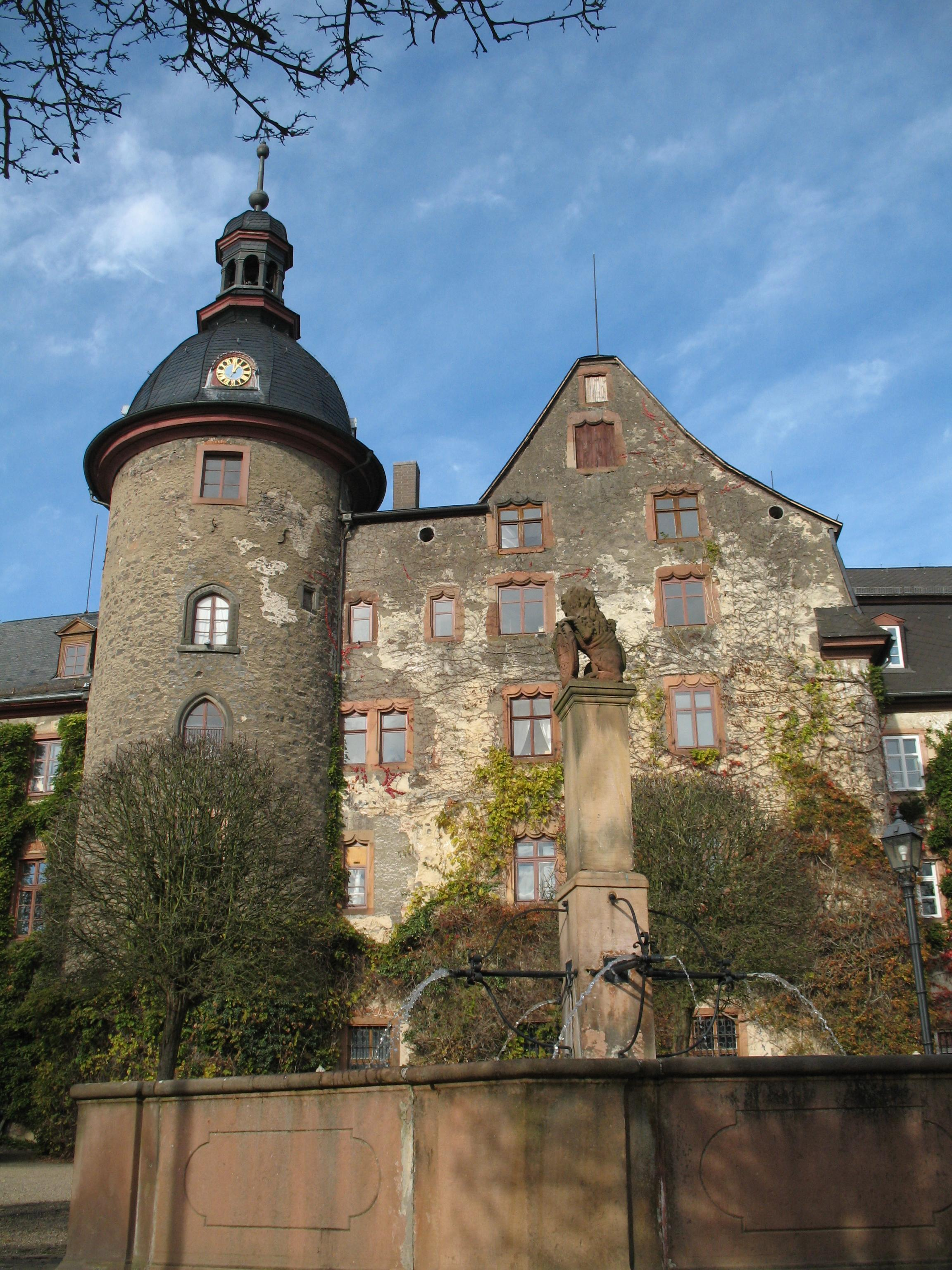